# Andenfelsenhahn

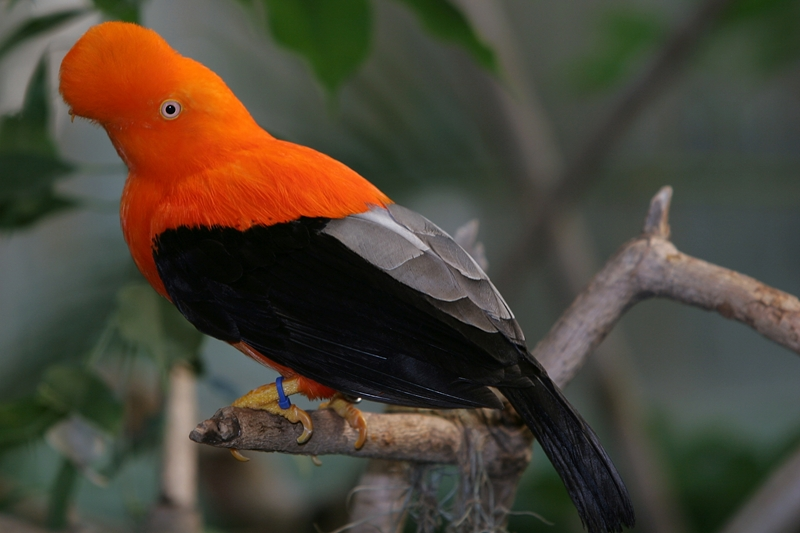
Männlicher Andenfelsenhahn

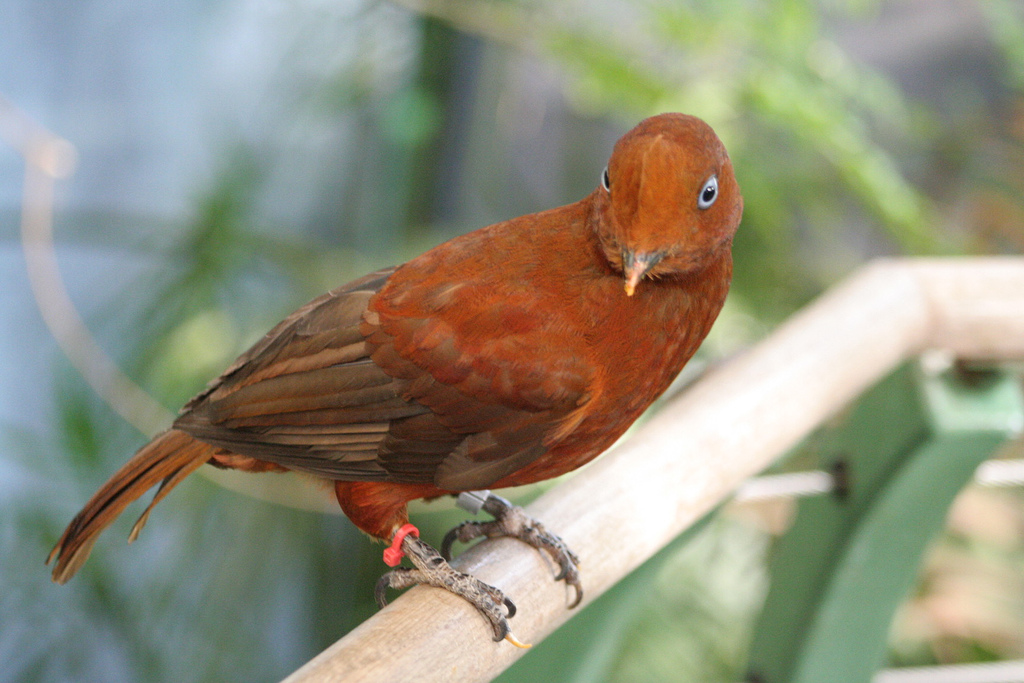
Weibchen des Andenfelsenhahns

Der Andenfelsenhahn (Rupicola peruvianus, Syn.: Rupicola peruviana), auch Andenklippenvogel oder Roter Felsenhahn genannt, ist eine südamerikanische Vogelart aus der Familie der Schmuckvögel (Cotingidae). Er ist der Nationalvogel von Peru.

## Merkmale
Die Andenfelsenhähne haben eine gedrungene Gestalt mit starken Füßen. Das Männchen hat eine Größe von 35 bis 38 cm. Man unterscheidet zwei Unterarten: das Männchen der Unterart Rupicola peruvianus aequatorialis ist tief orange gefärbt, der weibliche Vogel orange-braun, Männchen von Rupicola peruvianus sanguiolenta sind scharlachrot, die Weibchen dunkel kastanienrot. Die Flügel und der Schwanz der männlichen Vögel sind schwarz und die verlängerten Flügeldecken hellgrau gefärbt. Das auffälligste Merkmal ist der bogenförmige Federkamm, der vom Hinterkopf bis zum Schnabel reicht und den Schnabel beinahe verdeckt.
Das Weibchen hat eine kleinere Haube.

## Vorkommen
Der Vogel lebt in tropischen und subtropischen Höhenlagen der Anden von Venezuela bis Bolivien. Dort besiedelt er dichte, feuchte Wälder und auch Sekundärwald in der Nähe von Flüssen und Strömen mit  locker baumbestandenen, felsigen Schluchten und Wälder mit kahlem Fels.

## Verhalten
Der Andenfelsenhahn ernährt sich von Früchten, Insekten und kleinen Wirbeltieren.

## Fortpflanzung
Zur Brutzeit treffen sich bis zu 50 Männchen auf einer Lichtung zur Gruppenbalz. Das Männchen sitzt auf einem Ast oder einem Felsvorsprung und wirbt mit dem Aufstellen der Federnhaube und lautem Rufen um Weibchen.
Das Weibchen baut an einer geschützten Felswand oder in einer Höhle ein schalenförmiges Nest aus Lehm und bebrütet die gewöhnlich zwei Eier alleine.

## Unterarten
Bisher sind vier Unterarten bekannt:
- Rupicola peruvianus aequatorialis Taczanowski, 1889[3]
- Rupicola peruvianus peruvianus (Latham, 1790)[4]
- Rupicola peruvianus sanguinolentus Gould, 1859[5]
- Rupicola peruvianus saturatus Cabanis & Heine, 1859[6]

Die Unterart  sanguinolentus kommt in den Westanden Kolumbiens und im Nordwesten Ecuadors vor. Die Subspezies aequatorialis findet man in den Anden des westlichen Venezuelas, in den Zentral- und Ostanden Kolumbiens sowie an den Osthängen des Süden Ecuadors bis in den Amazonas Perus. In Venezuela ist dies nordwestlich von Barinas sowie im Bundesstaat Táchira. In Peru ist sie auch im Norden der Region San Martín präsent. In Zentralperu, im Süden San Martíns bis in den Süden Junín kann man auf die spp. peruvianus treffen. Schließlich ist im Südosten und Westbolivien die ssp. saturatus heimisch. Hier kann man sie um La Paz und Cochabamba beobachten.